# 田園調布学園大学短期大学部
田園調布学園大学短期大学部（でんえんちょうふがくえんだいがくたんきだいがくぶ、英語: Den-en Chofu University Junior College）は、神奈川県川崎市麻生区東百合丘3-4-1に本部を置いていた日本の私立大学である。1967年に設置され、2007年に廃止された。

## 概要

### 大学全体
- 神奈川県川崎市麻生区に所在した日本の私立短期大学で、設置主体は学校法人調布学園[1]。
- 1967年に調布学園女子短期大学として開学。学科体制は当初1学科のみだったが、平成に入ってから学科の増設がなされ、最大で3学科[注 2]まで発展したが、田園調布学園大学開学により学名変更・規模縮小された。
- 2005年度の入学生を最後に[注釈 2]、2007年に短期大学としての使命を終える[2]。

### 建学の精神（校訓・理念・学是）
- 田園調布学園大学短期大学部における建学の精神は「捨我精進」となっている。

### 教育および研究
- 設置されていた学科から当初は、英語学や英文学といった専門教育のみ行われていたが、平成に入ってからは日本語・日本文化に関する専門科目ほか、僅か5年ではあるが介護職やソーシャルワークといった福祉専門職の養成も執り行うようになった。
- カナダ・オーストラリアで海外語学文化研修も行われていた。

### 学風および特色
- 1926年創立の調布女学校が起源とされており[3]、旧来は女子短大だったが、1998年度より学科の一部が、さらに翌年の1999年度より全学科男女共学となる。
- 1971年度より交換学生制度が取り入れられた。
- 放送大学単位互換科目があった。
- 首都圏西部大学単位互換協定会に加盟していた。

## 沿革
- 1967年
  - 2月7日 左記を以て文部省[注 3]より短期大学の設置が認可される[4]。
  - 4月1日 調布学園女子短期大学（ちょうふがくえんじょしたんきだいがく、英語: Chofu Gakuen Women's Junior College）として以下の学科体制にて開学。
    - 英語科 入学定員100名[5]。

  - 5月1日 学生数[6]/定員[7]
    - 英語科 101[注釈 3]/100
- 1976年
  - 4月1日 英語科を英語英文科と改称[8]。
- 1986年
  - 4月1日 英語英文科の入学定員を100[9]→250[10]に増員[注 4]
  - 5月1日 学生数[13]/定員
    - 英語英文科 459[注釈 3]/350
- 1990年
  - 4月1日 以下の学科を増設する[14]。
    - 日本語日本文化学科 入学定員100名。

  - 同 英語英文科の入学定員を250[15]→200[16]に減員[14]。
- 1990年
  - 5月1日 学生数[17]/定員
    - 英語英文科 542[注釈 3]/450
    - 日本語日本文化学科 125[注釈 3]/100
- 1991年
  - 4月1日 英語英文科を英語英文学科に改称[注 5]。
- 1992年
  - 5月1日 学生数[注 6]/定員
    - 英語英文科 589[注釈 3]/400
    - 日本語日本文化学科 298[注釈 3]/200
- 1993年
  - 図書館が新設される[22]。
- 1998年
  - 4月1日 調布学園短期大学（ちょうふがくえんたんきだいがく、英語: Chofu Gakuen Junior College）に改称[23]。
  - 同 以下の学科を増設する[23]。
    - 人間福祉学科
      - 社会福祉専攻 入学定員45名
      - 介護福祉専攻 入学定員45名

  - 5月1日 学生数[24]/定員
    - 英語英文科 426[注釈 3]/400
    - 日本語日本文化学科 236[注釈 3]/200
    - 人間福祉学科 107[注 7]/90
- 1999年
  - 4月1日 英語英文科を英語コミュニケーション学科に改称[25]。
  - 同 学科の入学定員を以下の通り変更する[25]。
    - 英語英文科 200→英語コミュニケーション学科 170
    - 日本語日本文化学科 100→130

  - 同 全学科共学とする。
  - 5月1日 学生数[26]/定員
    - 英語コミュニケーション学科 203[注釈 3]/170
      - 英語英文科 172[注釈 3]/200

    - 日本語日本文化学科 243[注 8]/230
    - 人間福祉学科 211[注 9]/180
- 2001年
  - 4月1日 以下の学科をこの年度で学生募集を最終とする[注 10]。
    - 英語コミュニケーション学科
    - 日本語日本文化学科
    - 人間福祉学科
      - 社会福祉専攻
      - 介護福祉専攻
- 2002年
  - 4月1日 田園調布学園大学短期大学部に改組。
  - 同 この年度の入学生より英語英文学科に日本語日本文化学科を統合し、人間文化学科として改編始める[27]。
- 2003年
  - 3月31日 左記をもって人間福祉学科の全専攻を正式に廃止とする[28]。
- 2004年
  - 3月31日 左記をもって以下の学科を正式に廃止とする[29]。 
    - 英語コミュニケーション学科
    - 日本語日本文化学科
- 2005年
  - 4月1日 この年度をもって学生募集を終了[注釈 2]。
- 2007年
  - 9月14日 左記をもって正式に廃止[2]。

## 基礎データ

### 所在地
- 神奈川県川崎市麻生区東百合丘3-4-1[注釈 1]

### 象徴
- 田園調布学園大学短期大学部のカレッジマークはオリジナルなものとして、右記資料にある[3]。

## 教育および研究

### 組織

#### 学科
- 人間文化学科 入学定員150名[注 11]

##### 過去の学科体制
- 英語英文学科 入学定員170名[注釈 4]
- 日本語日本文化学科 入学定員130名[注釈 4]
- 人間福祉学科
  - 社会福祉専攻 入学定員45名[注釈 4]
  - 介護福祉専攻 入学定員45名[注釈 4]

#### 専攻科
- なし

#### 別科
- なし

#### 取得資格について
資格
- 介護福祉士：人間福祉学科介護福祉専攻[注 12]

教職課程
- 中学校教諭二種免許状
  - 英語：英語コミュニケーション学科の前身である英語英文学科にて[33]
  - 国語：日本語日本文化学科にて[33]

#### 附属機関
- 図書館

### 研究
- 『調布学園女子短期大学紀要』[34]
- 『紀要』[35]
- 『調布日本文化』[36]
- 『人間福祉研究』[37]

## 学生生活

### 部活動・クラブ活動・サークル活動
- 田園調布学園大学短期大学部で活動していたクラブ活動[注 13]
  - 体育系：バスケットボール・テニス・アウトドア・剣道・バドミントンほか
  - 文化系：ESS・華道・茶道・軽音楽・手話・ボランティア・美術・コンピューター・ガーデニングほか。

### 学園祭
- 田園調布学園大学短期大学部（調布学園短期大学含む）の学園祭は「なでしこ祭」と呼ばれ、クラブ・サークルの研究・活動発表、フリーマーケットの開催、スピーチコンテストほか芸能人を呼んでのトークショーも行われていた[22]。

## 施設
- 1980年 短期大学交換学生制度10周記念植樹が行われる。全天候式グランドが完成[22]。
- 1985年 静岡県熱海市伊豆山にセミナーハウスが完成する[22]。
- 1993年 図書館が竣工される[22]。
- 1998年 体育館が竣工される[22]。

### 寮
- 田園調布学園大学短期大学部（調布学園短期大学）には「なでしこ寮」と呼ばれる学生寮があった[22]。

## 対外関係

### 他大学との協定

#### アメリカ
- マウイ・コミュニティー・カレッジ

#### カナダ
- ブリティッシュコロンビア大学

#### オーストラリア
- ウーロンゴン大学

#### 日本
- 放送大学

### 系列校
- 田園調布学園大学
- 田園調布学園中等部・高等部

## 卒業後の進路について

### 編入学・進学実績
- 英語コミュニケーション学科：筑波学院大学・文京学院大学・聖徳大学・東洋学園大学・桜美林大学・恵泉女学園大学・玉川大学・帝京大学・東京純心女子大学ほか[38]。
- 日本語日本文化学科：つくば国際大学・駿河台大学・目白大学・明海大学・杏林大学・大正大学・東京家政学院大学・明星大学・相模女子大学ほか[38]。
- 人間福祉学科（社会福祉専攻・介護福祉専攻）：淑徳大学ほか[38]。